# Фростерус, Гюстав
Юхан Гюстав Фростериус (швед. Johan Gustaf Frosterus; 6 июня 1826 — 3 апреля 1901) — российский и финляндский историк шведского происхождения.

## Биография
Среднее образование получил в гимназиях Гельсингфорса (1835—1838), Вазы (1838—1843) и Турку (1843—1845).
В 1845 году поступил в Гельсингфорский университет, где изучал историю Франции. Окончил университет в 1850 году, в 1851—1855 годах преподавал французский язык в гимназии в Хаамеенлине, в 1856 году получил степень доктора, в 1857—1858 годах стажировался в Париже, в 1858—1859 годах преподавал историю в гимназии в Турку.
С 1860 года преподавал в звании доцента, в 1861 году стал адъюнкт-профессором, в 1863 году — экстраординарным, в 1867 году — ординарным профессором истории, при этом в 1868—1869 годах был профессором всеобщей истории. Параллельно в 1867—1869 годах преподавал английский язык в гимназии в Хельсинки. С 1869 года состоял инспектором элементарных школ в Гельсингфорсе. На этой должности работал до 1900 года.
Был автором несколько этюдов и монографий по истории Франции, некоторые из которых были написаны им на французском языке: «Souvenirs de la Guerre des Camisards, mémoires inédits d’un gentilhomme protestant» (в лозаннской «Bibliothèque Universelle», 1866); «Les insurgés protestants sous Louis XIV, études et documents inédits» (1868); «Les généraux de Louis XIV en Languedoc» (1869); «Coup d’oeil sur les peuplades finnoises occidentales dans l’antiquité» (1879). Главными его научными интересами были французская средневековая история и культура, а также история протестантов во Франции. Его перу принадлежит также работа на финском языке из истории Финляндии времён первых лет присоединения к России, вышедшая под заглавием «En vändpunkt i Alexander I:s regering» (1898).